# Allactaga bullata
Allactaga bullata là một loài động vật có vú trong họ Dipodidae, bộ Gặm nhấm. Loài này được Allen mô tả năm 1925.

## Hình ảnh

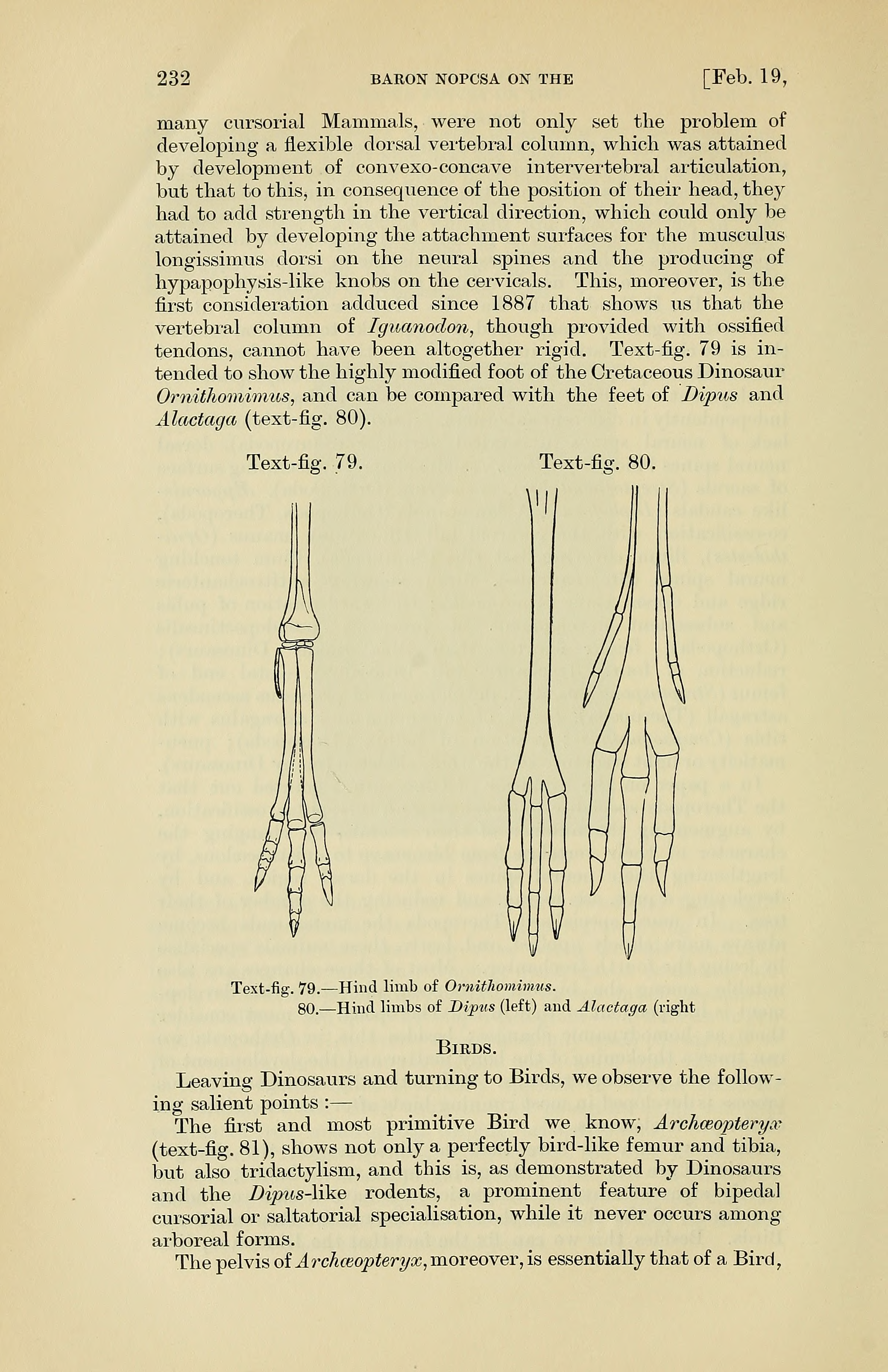